# Kašmír (látka)
Kašmírská vlna je textilní materiál získávaný ze srsti kašmírské kozy. Textilie (např. paisley) ze srstí těchto zvířat jsou známe už nejméně 2000 let. Označení kašmírská vlna pochází údajně od perského hodnostáře Ali Em Hamdani, který ve 14. století zavedl v Kašmíru zpracování těchto vláken v širokém měřítku. V Evropě se dostaly výrobky (šály) z kašmíru do obliby teprve na začátku 19. století.
Ve 2. polovině 19. století vynalezl Skot Dawson techniku strojního odstraňování hrubých chlupů (dehairing) z rouna kozí srsti. Až do 70. let 20. století to bylo tajemství přísně střežené evropskými výrobci příze, takže se téměř celá produkce kašmírské vlny mohla vyvážet z Asie jen ve formě vlákenného rouna. Teprve koncem 20. století vzniklo v Číně a v Mongolsku několik joint ventures, které se zabývají výrobou textilií z kašmírových vláken a v Číně byla vyvinuta vlastní technologie strojního odchlupování a spřádání kašmírových vláken.

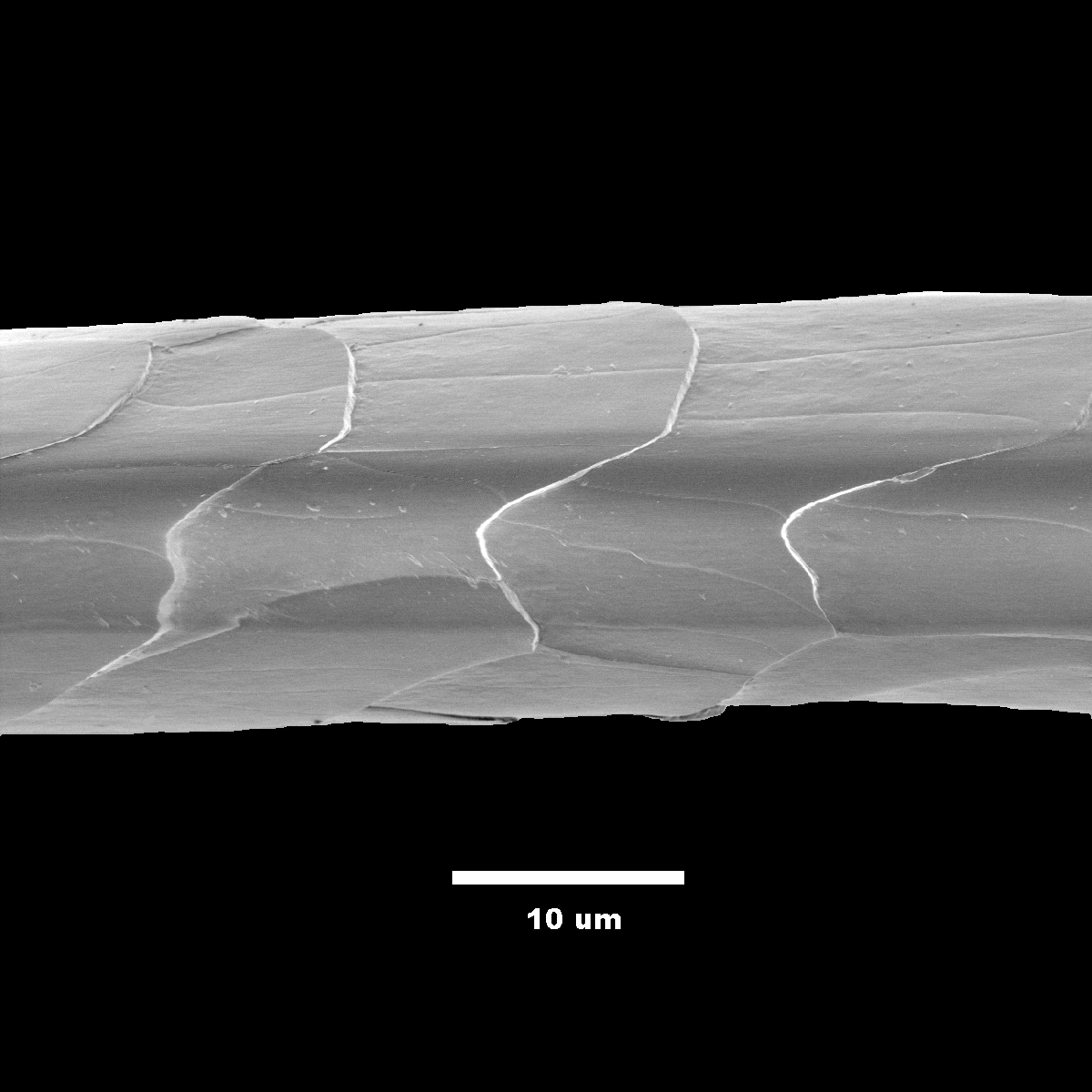
Kašmírové vlákno cca 1000× zvětšeno

## Vlastnosti

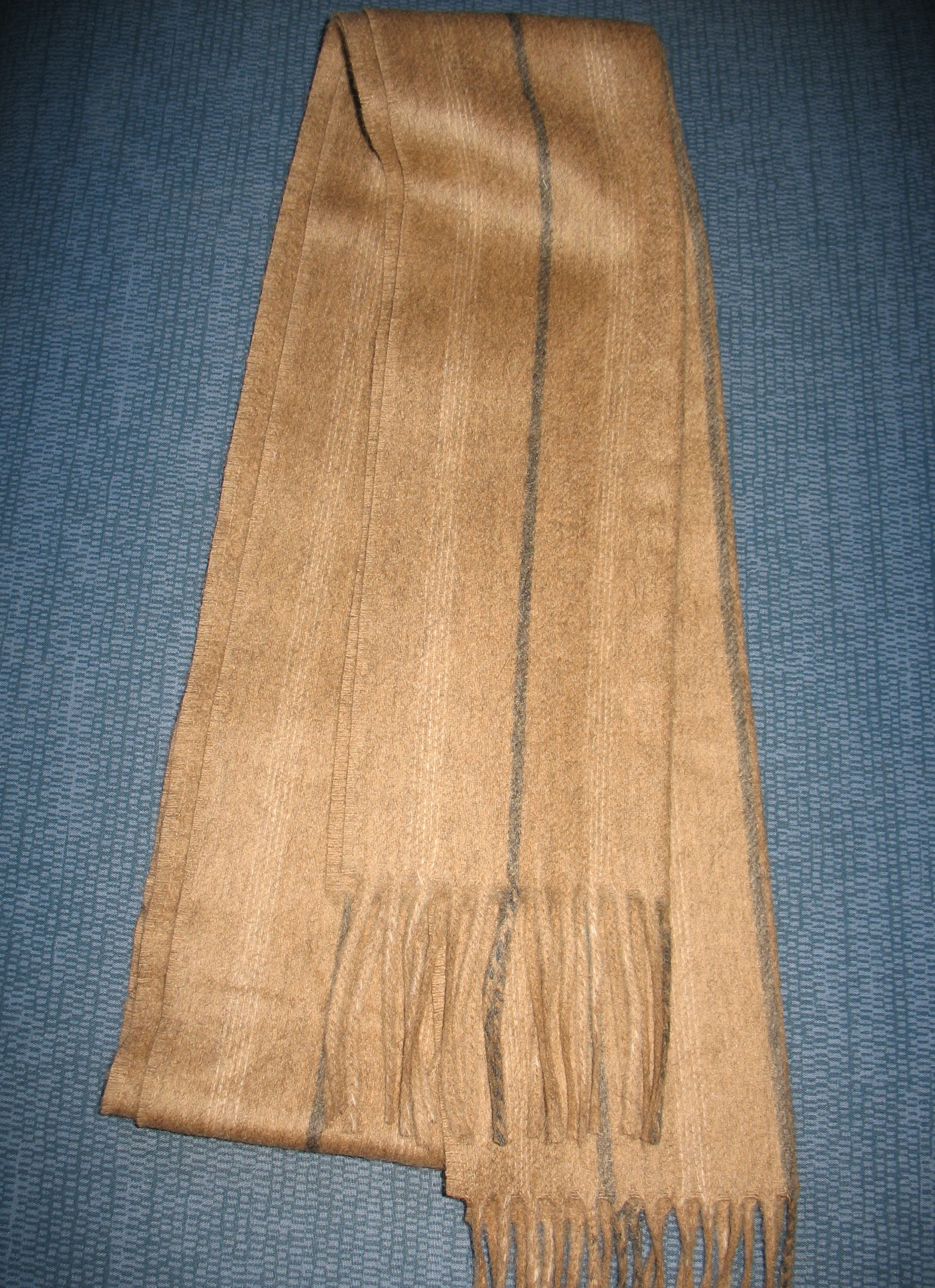
Šál z kašmírové vlny (z konce 20. století)

Srst kašmírské kozy sestává z cca ⅓ z podsady s jemnými vlákny (ø 14–20 µm), kterých se získává asi 100–150 g ročně z každého zvířete a ze ⅔ pesíků (hrubých chlupů) a nečistot . Vlákna z podsady jsou 4–10 cm dlouhá, s 5–6 šupinkami na 0,1 mm, pevností 9–11 cN/tex, v barevných odstínech od bílých až po tmavohnědé, jsou pružná, velice hřejivá, mají hebký omak a sklon ke žmolkování .

## Rozsah zpracování kašmírské vlny
V roce 2020 se uváděla celosvětová produkce surové vlákniny s 25 208 tunami, na kterých se podílely: Čína 60, Mongolsko 20 a ostatní dodavatelé 20 %.. Cena vytříděných (dehaired) vláken ke spřádání obnášela v letech 2021–2022 asi 90–110 USD/kg.

## Příprava vlny ke spřádání
Vlákna z kozí srsti se získávají kartáčováním nebo stříží. Vlákna se potom ručně třídí podle barvy a (přibližné) jemnosti a perou. Z vyprané vlákniny se pak odstraňují hrubé chlupy a nečistoty – ručně nebo na speciálních strojích. Chomáče vláken se pak strojně rozvolňují a případně mísí s vlnou nebo s šapovým hedvábím.

## Výroba příze
Většina přízí se vyrábí velmi podobnou technologií jako mykaná ovčí vlna. Dopřádání velmi jemných kašmírových přízí (až 17 tex) se provádí na selfaktoru.
Známé jsou také příze vyrobené na způsob česané vlny (16 % výčesku).  Údaje o rozsahu jejich výroby nejsou zveřejňovány.
Kašmírové příze se často skají ze 2–8 nití.

## Použití
Zboží z kašmírské vlny je vesměs mnohem dražší než srovnatelné výrobky z jiných materiálů. Protože rozdíly mezi kašmírskou a např. ovčí vlnou rozezná jen odborník s pomocí mikroskopu, vydávají se v obchodě imitace s příměsí levnějších materiálů často za výrobky z „pravého“ kašmíru.
- Příze na ruční pletení (4–8× skané)
- Tkaniny, obvykle ve 3–4vazném kepru. Použití: šály, svrchní oděvy[14]

Klasický kašmírový vzor na tkaninách představoval špičku palmy datlové. Byl známý už ve starém Babyloně.
- Pleteniny se vyrábějí jak zátažné, tak i osnovní. Použití: svetry, šály, župany, pyžama aj.[16]

## Příbuzné druhy vláken

### Pašmína
Pašmína, starý perský výraz pro vlnu, je ušlechtilá forma kašmíru. Její vlákno se získává též z nejjemnějšího chmýří kašmírské kozy, především pak z tibetské horské kozy (též čiangra nebo chyangra), která žije v Himálaji ve velké výšce a produkuje proto obzvláště jemnou podsadu jako ochranu proti extrémně nízkým teplotám. Postup získávání surového materiálu je však stejný, ovšem výběr lepšího materiálu vede k tomu, že jedna koza poskytuje jen přibližně 50 g vhodné vlny ročně.
Na trhu je pašmína prodávána často kombinovaná s jistým podílem hedvábí, což zvyšuje její pevnost a jemnost. Z pašmíny se vyrábějí především šály, ale také přehozy, sukně apod.

### Šáhtúš
Šáhtúš je nejjemnější kašmírskou přízí. Do Evropy se dostal ve větším měřítku v devadesátých letech 20. století a získal si oblibu ve formě šálů, označovaných často jako královský šál. Jeho vlákno je tenké jen kolem 11 mikronů, tedy daleko tenčí nežli kašmír nebo lidský vlas.
Problematické u šáhtúše je, že tibetskou antilopu, z jejíž srsti se surový materiál získává, se nepodařilo domestikovat (na rozdíl od kašmírské kozy, ze které se získává kašmír či pašmína). K získání srsti musí tato antilopa být zastřelena, protože v horách ji nelze odchytit živou. Kůže se stahuje a až potom vyčesává srst. Ke zhotovení jednoho šálu je třeba srsti z přibližně pěti antilop. Koncem devadesátých let minulého století bylo v příslušné oblasti nalezeno více míst s několika sty zabitých a stáhnutých antilop. To vedlo k protestům, poté konečně k zařazení tibetské antilopy k chráněným (ohroženým) druhům a k zákazu této tkaniny.
Přes mezinárodní zákaz výroby i prodeje této látky se šáhtúš však dále vyrábí, v turistických střediscích Indie každý obchodník rád ukáže svou zásobu, schovanou pod regálem v kufříku. Na černém trhu obnáší cena jednoho normálně velkého šálu kolem 5000 dolarů.

## Galerie kašmírových vláken
(Snímky z výroby kašmírových textilií v Mongolsku)

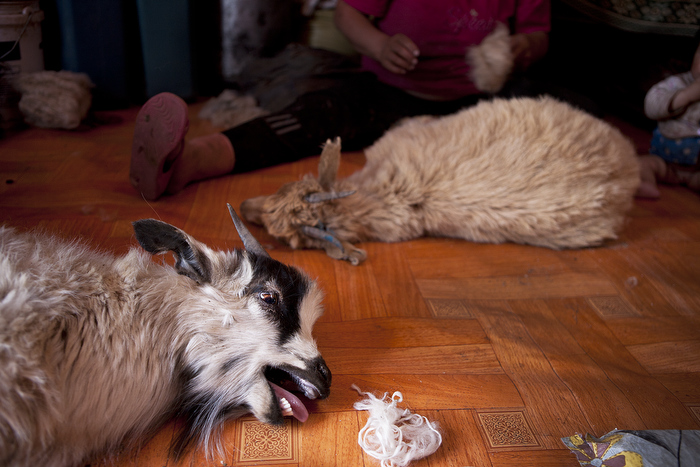
Kartáčování srsti kašmírských koz v Mongolsku
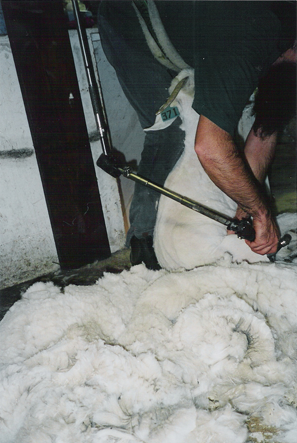
Stříž kašmírské kozy v Austrálii
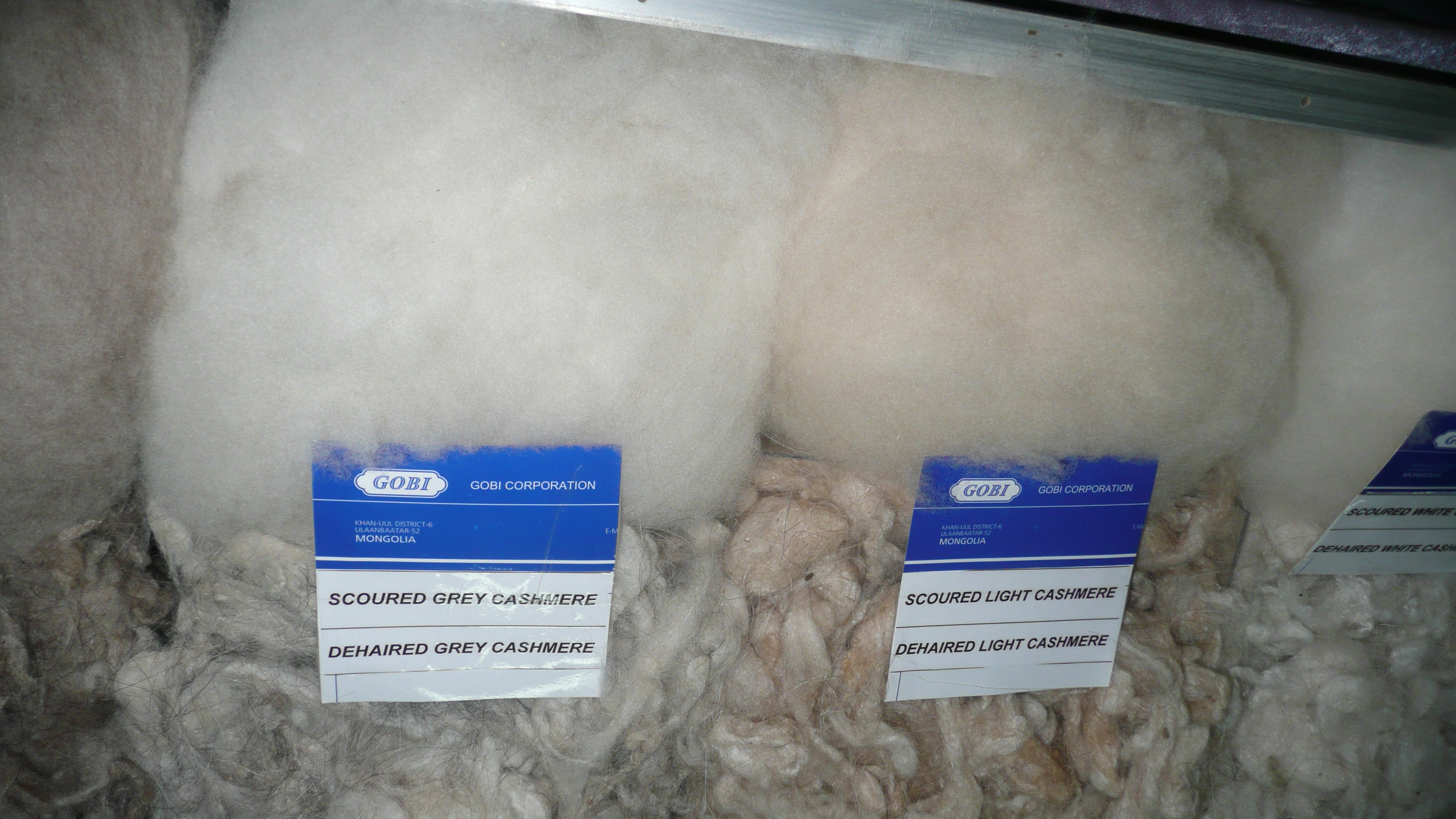
Bílá a hnědá vlákna zbavená nečistot a hrubých chlupů
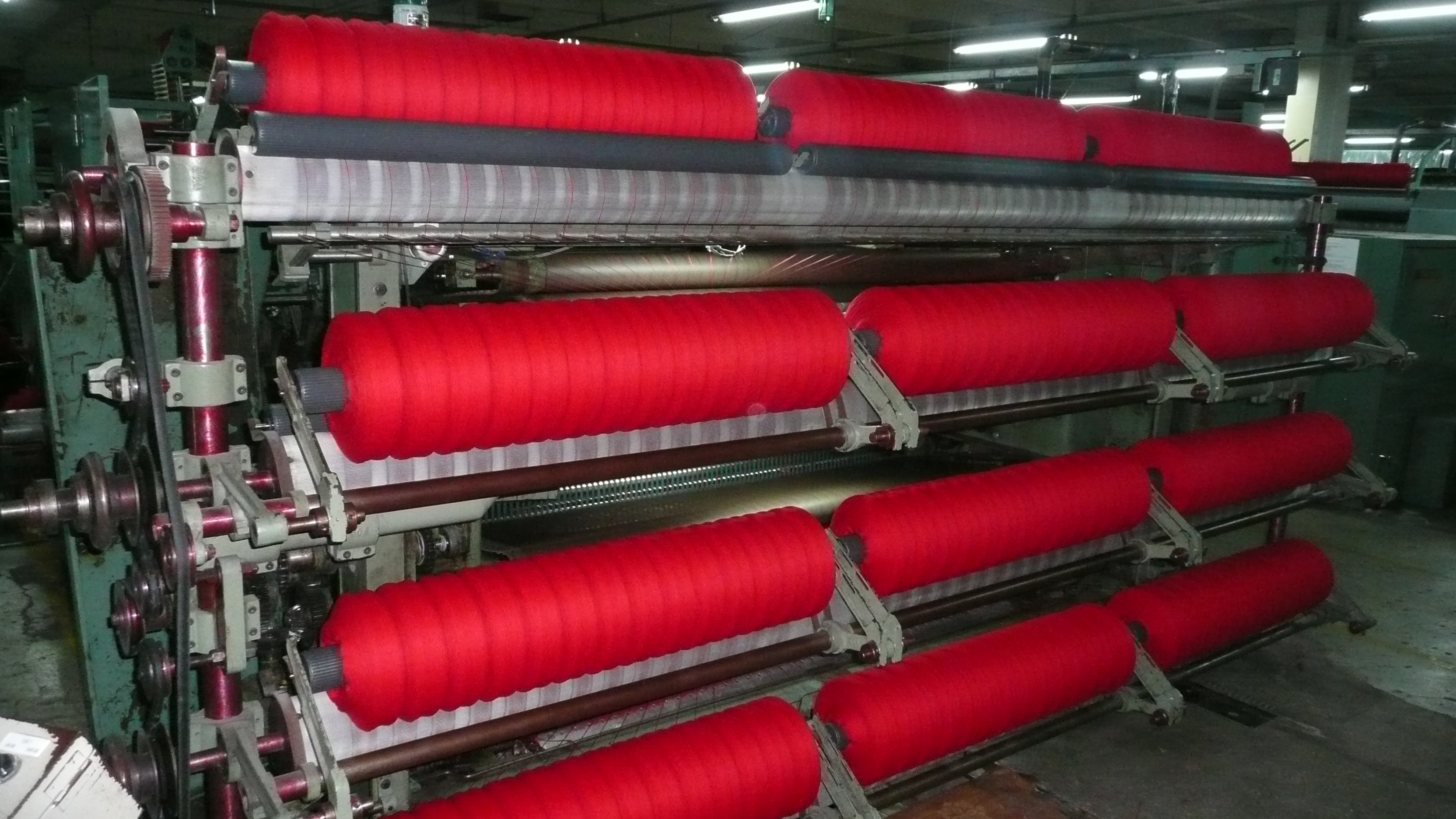
Válce s přástem odváděným z mykacího stroje
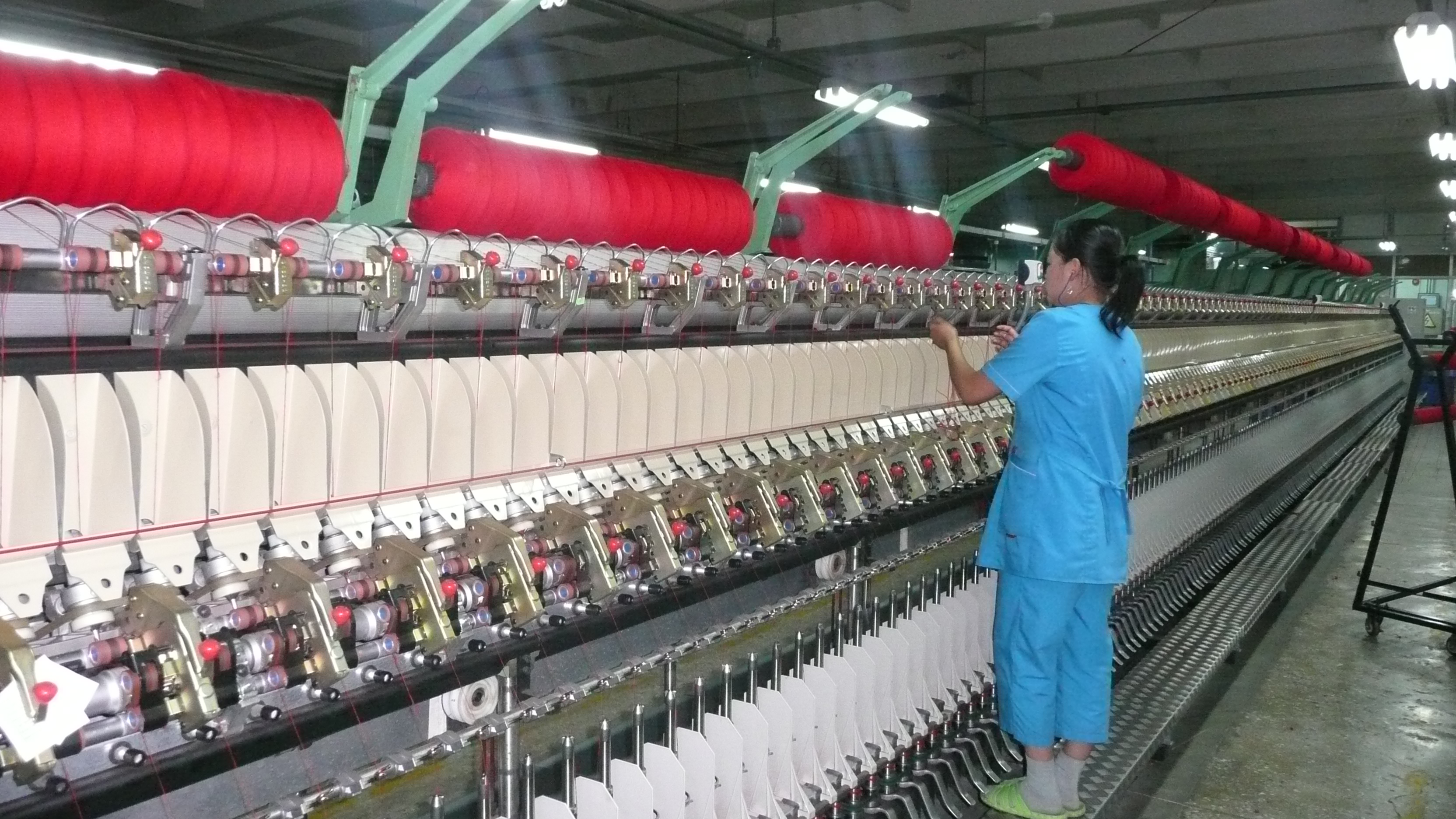
Dopřádání kašmíru na prstencovém stroji
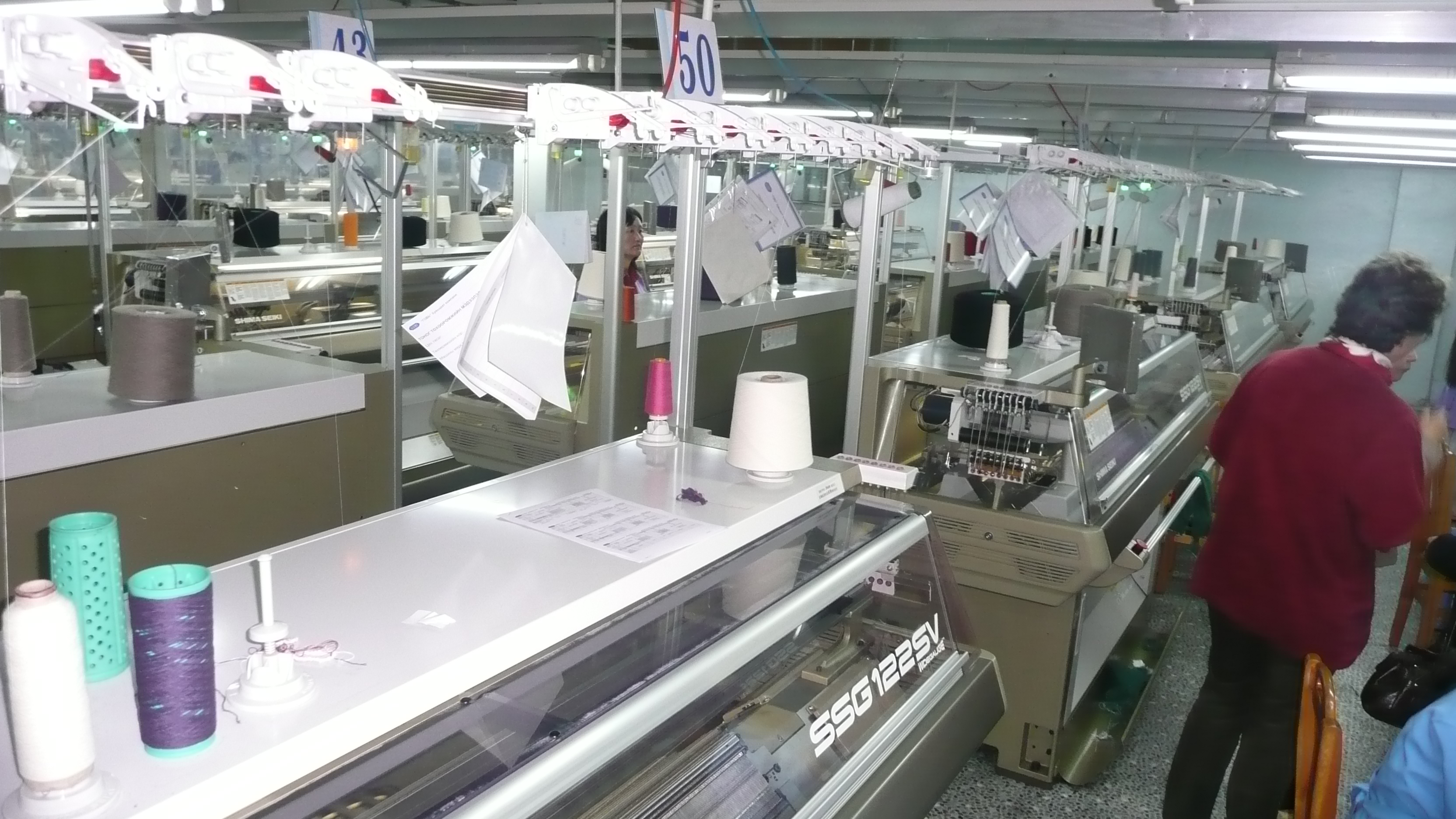
Moderní ploché pletací stroje
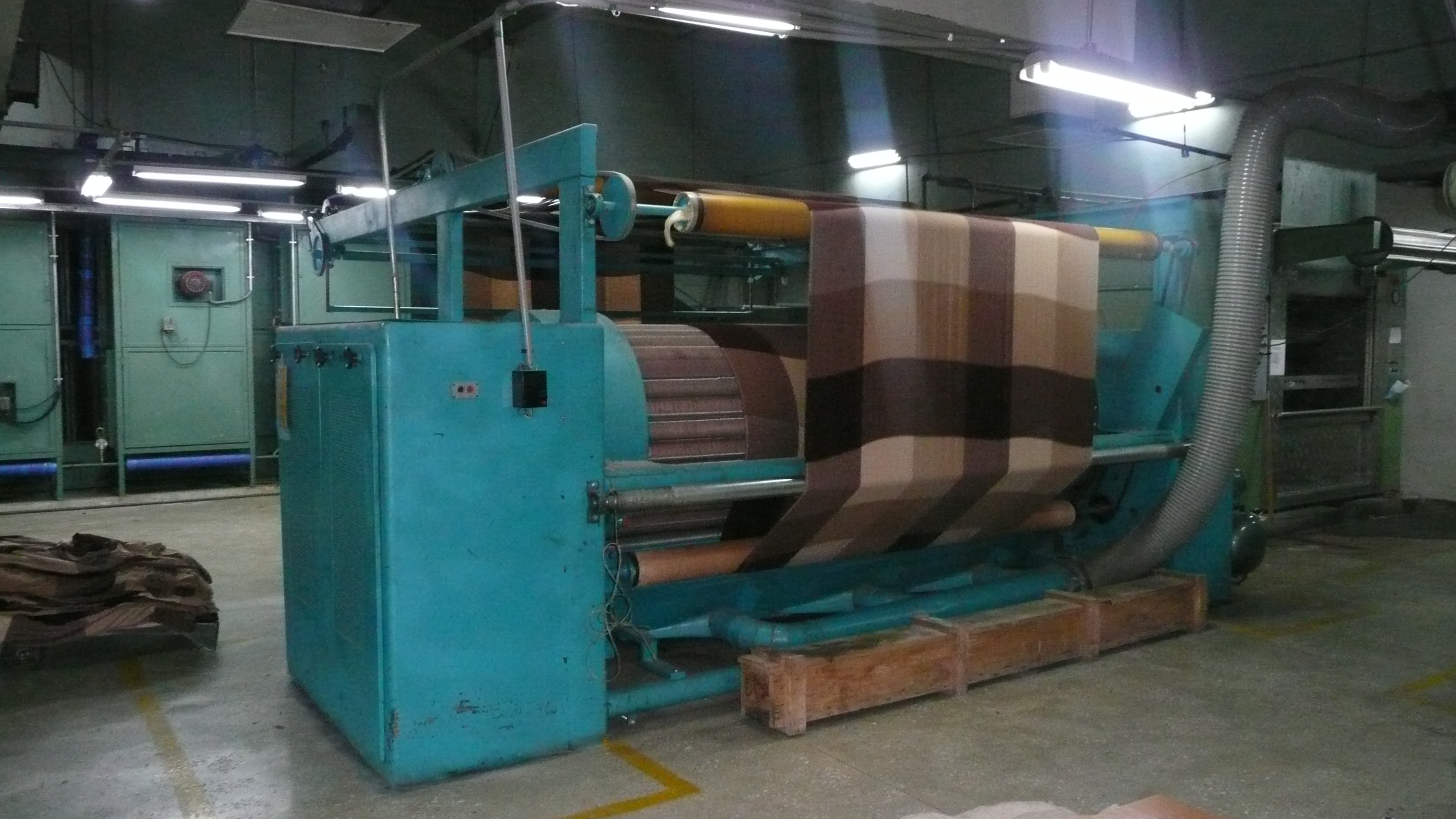
Počesávání kašmírové tkaniny
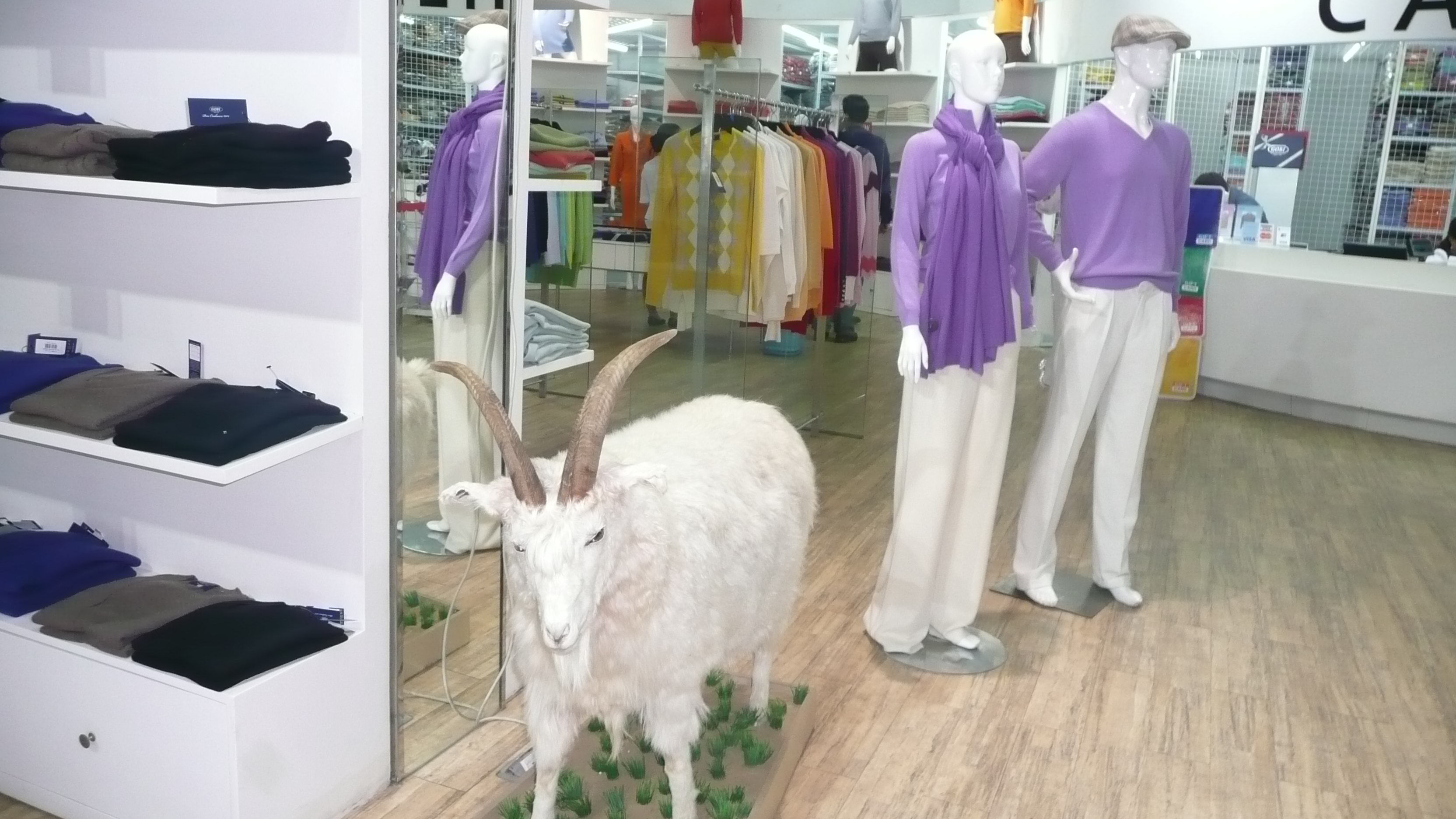
Speciální prodejna kašmírových textilií v Ulánbátaru